# Temptation Island VIP
Temptation Island VIP è stato un programma televisivo italiano, spin-off di Temptation Island, prodotto da Maria De Filippi, trasmesso in prima serata su Canale 5 dal 18 settembre 2018 al 14 ottobre 2019, condotto da Simona Ventura nella prima edizione del 2018 e da Alessia Marcuzzi nella seconda edizione del 2019.

## Il programma

### Format
Basato sul format statunitense dal titolo Temptation Island, il programma raccontava la storia, gli avvenimenti, i sentimenti e il destino di sei coppie di personaggi popolari e conosciuti, non sposate e senza figli, chiuse per tre settimane in un villaggio. Le coppie, sistemate in gruppi separati (uomini da una parte, donne dall'altra), vengono "tentate" rispettivamente da tredici donne e tredici uomini single.
Successivamente, ogni settimana i membri delle rispettive coppie vengono chiamati nel falò per far vedere dei filmati sul rispettivo partner e farsi un'idea sulle decisioni da prendere nell'ultimo falò dove al termine dei 21 giorni essi decideranno se continuare o interrompere la loro storia d'amore.

### Storia del programma
La prima edizione del programma è stata condotta da Simona Ventura, ed è stata trasmessa ogni lunedì in prima serata su Canale 5 dal 18 settembre al 9 ottobre 2018.
La seconda edizione del programma è stata condotta da Alessia Marcuzzi, ed è stata trasmessa ogni martedì in prima serata su Canale 5 dal 9 settembre al 14 ottobre 2019.

### Location
| Location                                                                            | Edizioni | Edizioni | Totale |
| Location                                                                            | 1ª       | 2ª       | Totale |
| ----------------------------------------------------------------------------------- | -------- | -------- | ------ |
| Resort Is Morus Relais a Santa Margherita di Pula - città metropolitana di Cagliari |          |          | 2      |

### Slogan
| Edizione | Slogan                                                     |
| -------- | ---------------------------------------------------------- |
| 1ª       | Spia il tuo amore, ma ascolta il tuo cuore                 |
| 2ª       | È nella separazione che si capisce la forza con cui si ama |

## Edizioni
| Edizione | Anno | Conduzione       | Periodo           | Periodo         | Puntate | Coppie | Tentatori | Regia          |
| Edizione | Anno | Conduzione       | Inizio            | Fine            | Puntate | Coppie | Tentatori | Regia          |
| -------- | ---- | ---------------- | ----------------- | --------------- | ------- | ------ | --------- | -------------- |
| 1ª       | 2018 | Simona Ventura   | 18 settembre 2018 | 9 ottobre 2018  | 4       | 6      | 22        | Andrea Vicario |
| 2ª       | 2019 | Alessia Marcuzzi | 9 settembre 2019  | 14 ottobre 2019 | 6       | 8      | 29        | Andrea Vicario |

## Puntate speciali
| Puntata | Edizione | Titolo della puntata                | Messa in onda   | Ascolti        | Ascolti | Ascolti |
| Puntata | Edizione | Titolo della puntata                | Messa in onda   | Telespettatori | Share   | Fonte   |
| ------- | -------- | ----------------------------------- | --------------- | -------------- | ------- | ------- |
| 1       | 2ª       | Il viaggio di Temptation Island VIP | 31 ottobre 2019 | 1 431 000      | 9,10%   | [ 6 ]   |

## Coppie, tentatrici e tentatori
- Nota: In grassetto è riportato chi ha richiesto il falò di confronto anticipato.
- Legenda:

     La coppia ha deciso di uscire insieme.
     La coppia ha deciso di uscire separati.
     La coppia è stata espulsa.
| Edizione | Tentatrici | Coppie              | Coppie               | Tentatori | Dopo Temptation Island VIP |
| -------- | --- | ------------------- | -------------------- | --- | -------------------------- |
| 1ª       | Ausra Beleckaite - Babara Fumagalli - Carla Cinciripi - Elena Berlato - Ema Dalla Benetta - Erjona Sulejmani - Federica Ciocci - Laura Bragato - Laura Cremaschi - Martina Dattola - Sara Melucci                                        | Fabio Esposito      | Marcella Esposito    | Andrea Cerioli - Andrea Tacconi - Artur Dainese - Davide Rossi - Francesco Chiofalo - Giorgio Alfieri - Guido Cicogna - Iván González - Nicolò Federico Ferrari - Nicolò Raniolo - Pierpaolo Pretelli                                                                                       | [ N 1 ]                    |
| 1ª       | Ausra Beleckaite - Babara Fumagalli - Carla Cinciripi - Elena Berlato - Ema Dalla Benetta - Erjona Sulejmani - Federica Ciocci - Laura Bragato - Laura Cremaschi - Martina Dattola - Sara Melucci                                        | Stefano Bettarini   | Nicoletta Larini     | Andrea Cerioli - Andrea Tacconi - Artur Dainese - Davide Rossi - Francesco Chiofalo - Giorgio Alfieri - Guido Cicogna - Iván González - Nicolò Federico Ferrari - Nicolò Raniolo - Pierpaolo Pretelli                                                                                       |                            |
| 1ª       | Ausra Beleckaite - Babara Fumagalli - Carla Cinciripi - Elena Berlato - Ema Dalla Benetta - Erjona Sulejmani - Federica Ciocci - Laura Bragato - Laura Cremaschi - Martina Dattola - Sara Melucci                                        | Giordano Mazzocchi  | Nilufar Addati       | Andrea Cerioli - Andrea Tacconi - Artur Dainese - Davide Rossi - Francesco Chiofalo - Giorgio Alfieri - Guido Cicogna - Iván González - Nicolò Federico Ferrari - Nicolò Raniolo - Pierpaolo Pretelli                                                                                       | [ N 2 ]                    |
| 1ª       | Ausra Beleckaite - Babara Fumagalli - Carla Cinciripi - Elena Berlato - Ema Dalla Benetta - Erjona Sulejmani - Federica Ciocci - Laura Bragato - Laura Cremaschi - Martina Dattola - Sara Melucci                                        | Sossio Aruta        | Ursula Bennardo      | Andrea Cerioli - Andrea Tacconi - Artur Dainese - Davide Rossi - Francesco Chiofalo - Giorgio Alfieri - Guido Cicogna - Iván González - Nicolò Federico Ferrari - Nicolò Raniolo - Pierpaolo Pretelli                                                                                       | [ N 3 ]                    |
| 1ª       | Ausra Beleckaite - Babara Fumagalli - Carla Cinciripi - Elena Berlato - Ema Dalla Benetta - Erjona Sulejmani - Federica Ciocci - Laura Bragato - Laura Cremaschi - Martina Dattola - Sara Melucci                                        | Patrick Baldassarri | Valeria Marini       | Andrea Cerioli - Andrea Tacconi - Artur Dainese - Davide Rossi - Francesco Chiofalo - Giorgio Alfieri - Guido Cicogna - Iván González - Nicolò Federico Ferrari - Nicolò Raniolo - Pierpaolo Pretelli                                                                                       |                            |
| 1ª       | Ausra Beleckaite - Babara Fumagalli - Carla Cinciripi - Elena Berlato - Ema Dalla Benetta - Erjona Sulejmani - Federica Ciocci - Laura Bragato - Laura Cremaschi - Martina Dattola - Sara Melucci                                        | Andrea Zenga        | Alessandra Sgolastra | Andrea Cerioli - Andrea Tacconi - Artur Dainese - Davide Rossi - Francesco Chiofalo - Giorgio Alfieri - Guido Cicogna - Iván González - Nicolò Federico Ferrari - Nicolò Raniolo - Pierpaolo Pretelli                                                                                       | [ N 4 ]                    |
| 2ª       | Alice Bertelli - Antonietta Fragasso - Federica Francia - Valentina Galli - Marta Krevsun - Zoe Mallucci - Ana Paula Manzanal - Gaia Mastrotaro - Federica Spano - Silvia Tramonte - Marina Vetrova - Daniela Troisi - Cecilia Zagarrigo | Ciro Petrone        | Federica Caputo      | Michele Loprieno - David Nenci - Antonio Moriconi - Fabrizio Baldassarre - Samy Youssef - Valerio Maggiolini - Mattia Bertucco - Jack Queralt - Giancarlo Picariello - Ricky Costantino - Alessandro Graziani - Alessandro Catania - Gianmaria Gerolin - Riccardo Colucci - Mattia Marciano |                            |
| 2ª       | Alice Bertelli - Antonietta Fragasso - Federica Francia - Valentina Galli - Marta Krevsun - Zoe Mallucci - Ana Paula Manzanal - Gaia Mastrotaro - Federica Spano - Silvia Tramonte - Marina Vetrova - Daniela Troisi - Cecilia Zagarrigo | Damiano Coccia      | Sharon Macrì         | Michele Loprieno - David Nenci - Antonio Moriconi - Fabrizio Baldassarre - Samy Youssef - Valerio Maggiolini - Mattia Bertucco - Jack Queralt - Giancarlo Picariello - Ricky Costantino - Alessandro Graziani - Alessandro Catania - Gianmaria Gerolin - Riccardo Colucci - Mattia Marciano |                            |
| 2ª       | Alice Bertelli - Antonietta Fragasso - Federica Francia - Valentina Galli - Marta Krevsun - Zoe Mallucci - Ana Paula Manzanal - Gaia Mastrotaro - Federica Spano - Silvia Tramonte - Marina Vetrova - Daniela Troisi - Cecilia Zagarrigo | Andrea Ippoliti     | Nathaly Caldonazzo   | Michele Loprieno - David Nenci - Antonio Moriconi - Fabrizio Baldassarre - Samy Youssef - Valerio Maggiolini - Mattia Bertucco - Jack Queralt - Giancarlo Picariello - Ricky Costantino - Alessandro Graziani - Alessandro Catania - Gianmaria Gerolin - Riccardo Colucci - Mattia Marciano |                            |
| 2ª       | Alice Bertelli - Antonietta Fragasso - Federica Francia - Valentina Galli - Marta Krevsun - Zoe Mallucci - Ana Paula Manzanal - Gaia Mastrotaro - Federica Spano - Silvia Tramonte - Marina Vetrova - Daniela Troisi - Cecilia Zagarrigo | Simone Bonaccorsi   | Chiara Esposito      | Michele Loprieno - David Nenci - Antonio Moriconi - Fabrizio Baldassarre - Samy Youssef - Valerio Maggiolini - Mattia Bertucco - Jack Queralt - Giancarlo Picariello - Ricky Costantino - Alessandro Graziani - Alessandro Catania - Gianmaria Gerolin - Riccardo Colucci - Mattia Marciano | [ N 5 ]                    |
| 2ª       | Alice Bertelli - Antonietta Fragasso - Federica Francia - Valentina Galli - Marta Krevsun - Zoe Mallucci - Ana Paula Manzanal - Gaia Mastrotaro - Federica Spano - Silvia Tramonte - Marina Vetrova - Daniela Troisi - Cecilia Zagarrigo | Stefano Macchi      | Anna Pettinelli      | Michele Loprieno - David Nenci - Antonio Moriconi - Fabrizio Baldassarre - Samy Youssef - Valerio Maggiolini - Mattia Bertucco - Jack Queralt - Giancarlo Picariello - Ricky Costantino - Alessandro Graziani - Alessandro Catania - Gianmaria Gerolin - Riccardo Colucci - Mattia Marciano | [ N 6 ]                    |
| 2ª       | Alice Bertelli - Antonietta Fragasso - Federica Francia - Valentina Galli - Marta Krevsun - Zoe Mallucci - Ana Paula Manzanal - Gaia Mastrotaro - Federica Spano - Silvia Tramonte - Marina Vetrova - Daniela Troisi - Cecilia Zagarrigo | Pago                | Serena Enardu        | Michele Loprieno - David Nenci - Antonio Moriconi - Fabrizio Baldassarre - Samy Youssef - Valerio Maggiolini - Mattia Bertucco - Jack Queralt - Giancarlo Picariello - Ricky Costantino - Alessandro Graziani - Alessandro Catania - Gianmaria Gerolin - Riccardo Colucci - Mattia Marciano | [ N 7 ]                    |
| 2ª       | Alice Bertelli - Antonietta Fragasso - Federica Francia - Valentina Galli - Marta Krevsun - Zoe Mallucci - Ana Paula Manzanal - Gaia Mastrotaro - Federica Spano - Silvia Tramonte - Marina Vetrova - Daniela Troisi - Cecilia Zagarrigo | Alex Belli          | Delia Duran          | Michele Loprieno - David Nenci - Antonio Moriconi - Fabrizio Baldassarre - Samy Youssef - Valerio Maggiolini - Mattia Bertucco - Jack Queralt - Giancarlo Picariello - Ricky Costantino - Alessandro Graziani - Alessandro Catania - Gianmaria Gerolin - Riccardo Colucci - Mattia Marciano | [ N 8 ]                    |
| 2ª       | Alice Bertelli - Antonietta Fragasso - Federica Francia - Valentina Galli - Marta Krevsun - Zoe Mallucci - Ana Paula Manzanal - Gaia Mastrotaro - Federica Spano - Silvia Tramonte - Marina Vetrova - Daniela Troisi - Cecilia Zagarrigo | Gabriele Pippo      | Silvia Maturani      | Michele Loprieno - David Nenci - Antonio Moriconi - Fabrizio Baldassarre - Samy Youssef - Valerio Maggiolini - Mattia Bertucco - Jack Queralt - Giancarlo Picariello - Ricky Costantino - Alessandro Graziani - Alessandro Catania - Gianmaria Gerolin - Riccardo Colucci - Mattia Marciano | [ N 9 ]                    |

## Audience
| Edizione | Rete televisiva | Anno | Stagione       | Programmazione | Programmazione | Programmazione | Programmazione | Programmazione | Programmazione | Programmazione | Collocazione | Media auditel  | Media auditel | Premiere       | Premiere | Finale         | Finale |
| Edizione | Rete televisiva | Anno | Stagione       | L              | M              | M              | G              | V              | S              | D              | Collocazione | Telespettatori | Share         | Telespettatori | Share    | Telespettatori | Share  |
| -------- | --------------- | ---- | -------------- | -------------- | -------------- | -------------- | -------------- | -------------- | -------------- | -------------- | ------------ | -------------- | ------------- | -------------- | -------- | -------------- | ------ |
| 1ª       | Canale 5        | 2018 | estate-autunno |                |                |                |                |                |                |                | Prima serata | 3 782 000      | 21,34%        | 3 449 000      | 19,85%   | 4 034 000      | 22,42% |
| 2ª       | Canale 5        | 2019 | estate-autunno |                |                | 3 148 000      | 19,19%         | 2 949 000      | 18,16%         | 3 363 000      | Prima serata | 19,40%         |               |                |          |                |        |

## Sigla
La sigla è la canzone Love the Way You Lie di Eminem e Rihanna.